# Aktiengesellschaft Allgemeine Anlageverwaltung
Die A.A.A. Aktiengesellschaft Allgemeine Anlageverwaltung (Eigenschreibweise: a.a.a. aktiengesellschaft allgemeine anlageverwaltung) ist ein deutsches Unternehmen der Immobilienwirtschaft mit Sitz in Frankfurt am Main. Die A.A.A. ist hauptsächlich als Projektentwickler und Bauträger von Hotel- und Büroimmobilien aktiv, um diese entweder selbst zu verwalten und zu vermieten oder als bebaute Grundstücke zu verkaufen. Auch unbebaute Grundstücke wurden bereits verkauft, nachdem man dort beispielsweise für Kaufland eine Baugenehmigung juristisch durchsetzen konnte.

## Geschichte
Das Unternehmen wurde 1890 als Aktiengesellschaft gegründet und hat 1988 ihren heutigen Geschäftszweck erhalten. Seit 2008 ist die Aktie der Gesellschaft im General Standard der Frankfurter Wertpapierbörse gelistet und im CDAX enthalten. Ebenfalls 2008 erfolgte die Umbenennung des Unternehmens von A.A.A. Aktiengesellschaft Allgemeine Anlageverwaltung in a.a.a. aktiengesellschaft allgemeine anlageverwaltung.

## Aktie, Anteilseigner und Konzernstruktur
Das Grundkapital der Gesellschaft ist aufgeteilt in rund 19,7 Millionen Stammaktien. Im Jahr 2019 wurden der Familie Rothenberger 96,4 % zugerechnet, die übrigen 3,6 % der Anteile dem Streubesitz. Ab April 2009 war die Rothenberger 4 x S Vermögensverwaltung GmbH mit 95,63 % zurechenbaren Stimmrechtsanteilen die Konzernobergesellschaft und das Mutterunternehmen der A.A.A. Aufgrund von Umstrukturierungen ist seit Dezember 2014 die Rothenberger 4 x S Holding GmbH das Mutterunternehmen der Rothenberger 4 x S Vermögensverwaltung GmbH und damit Konzernobergesellschaft, die die A.A.A. nebst Tochterunternehmen als Teilkonzern in den Konzernabschluss einschließt.